# 君の声で 君のすべてで…
「君の声で 君のすべてで…」（きみのこえで きみのすべてで）は、1999年11月17日に発売されたSURFACEの6枚目のシングル。

## 解説
- SURFACEとして初のマキシシングルであり、1999年最後のシングル。
- 初回限定のみ、デジパック仕様となっている。

## 収録曲
1. 君の声で 君のすべてで…
作詞:椎名慶治、作曲:椎名慶治・永谷喬夫、編曲:SURFACE
2. まぁいいや
作詞:椎名慶治、作曲:椎名慶治・永谷喬夫、編曲:SURFACE
3. まいったな ～しょうがない～
作詞:椎名慶治・野口圭、作曲:椎名慶治・永谷喬夫、編曲:SURFACE
4. 君の声で 君のすべてで… （instrumental）